# Минусинск (нидерландско-сибирское общество золотых приисков)

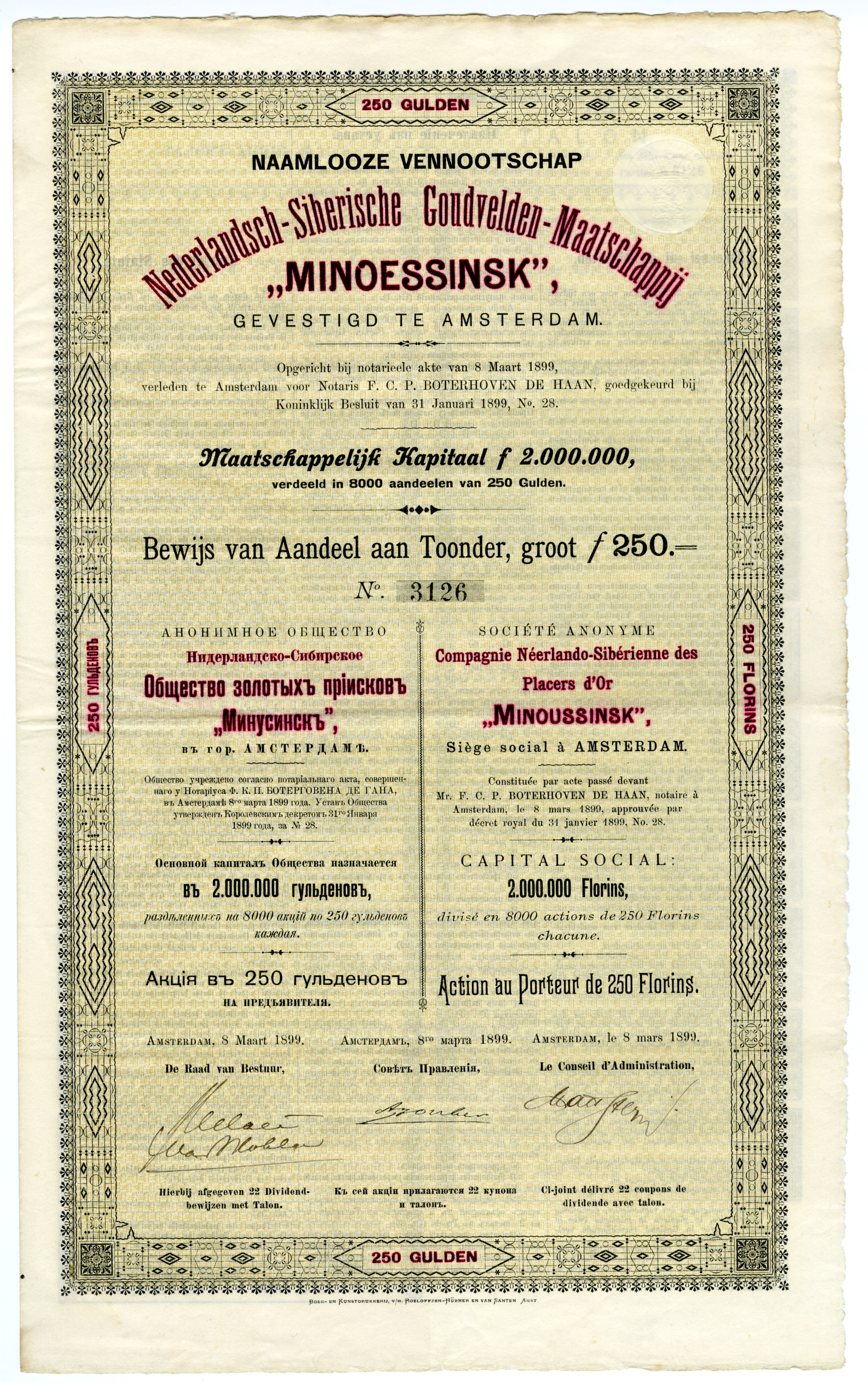
Акция в 250 гульденов на предъявителя Нидерландско-Сибирского Общества золотых приисков «Минусинск»

Нидерландско-сибирское анонимное (акционерное) общество золотых приисков «Минусинск» с уставным капиталом в два миллиона гульденов, разделенных на 8000 акций в 250 гульденов каждая, было учреждено 8 марта 1899 года в Амстердаме. Общество являлось одной из основных компаний, на рубеже XIX—XX вв. активно осваивающих золотые россыпные месторождения в окрестностях города Минусинска Енисейской губернии. Зарубежные предприниматели обеспечивали прилив дополнительных средств, которых не хватало в Сибири, содействовали снабжению контролируемых ими предприятий машинами и оборудованием, внедряли передовые технологии золотодобычи, тем самым способствуя экономическому развитию этого самого обширного и малоосвоенного региона Российской империи. Именно голландские специалисты для вскрытия верхних слоев земли и добычи золотоносных песков установили на одном из своих золотых приисков первый в Сибири экскаватор. Низкое содержание золота в песках не позволило ощутимо поднять уровень добычи этого драгоценного металла.